# گنپلسیت
گنپلسیت (انگلیسی: Genplesite) یک ماده معدنی بسیار کمیاب قلع است که از کانسار اُکتیابرسکویه در منطقه نوریلسک روسیه می‌آید. منطقه‌ای که به‌خاطر کانی‌های عناصر گروه نیکل و پلاتین معروف است. فرمول شیمیایی گنپلسیت Ca3Sn(SO4)2(OH)6•3H2O است.
گنپلسیت عضوی از گروه فلایشریت است. گنپلسیت کلسیم و قلع آنالوگ فلیشریت است. این سنگ شش‌ضلعی است، با گروه فضایی P63/mmc.